# Coprinellus marculentus
Coprinellus marculentus là một loài nấm trong họ Psathyrellaceae. Nó được miêu tả đầu tiên là Coprinus marculentus bởi nhà nấm học Max Britzelmayr năm 1893, sau đó được xếp vào chi Coprinellus năm 2001.